# Onkel Fisch

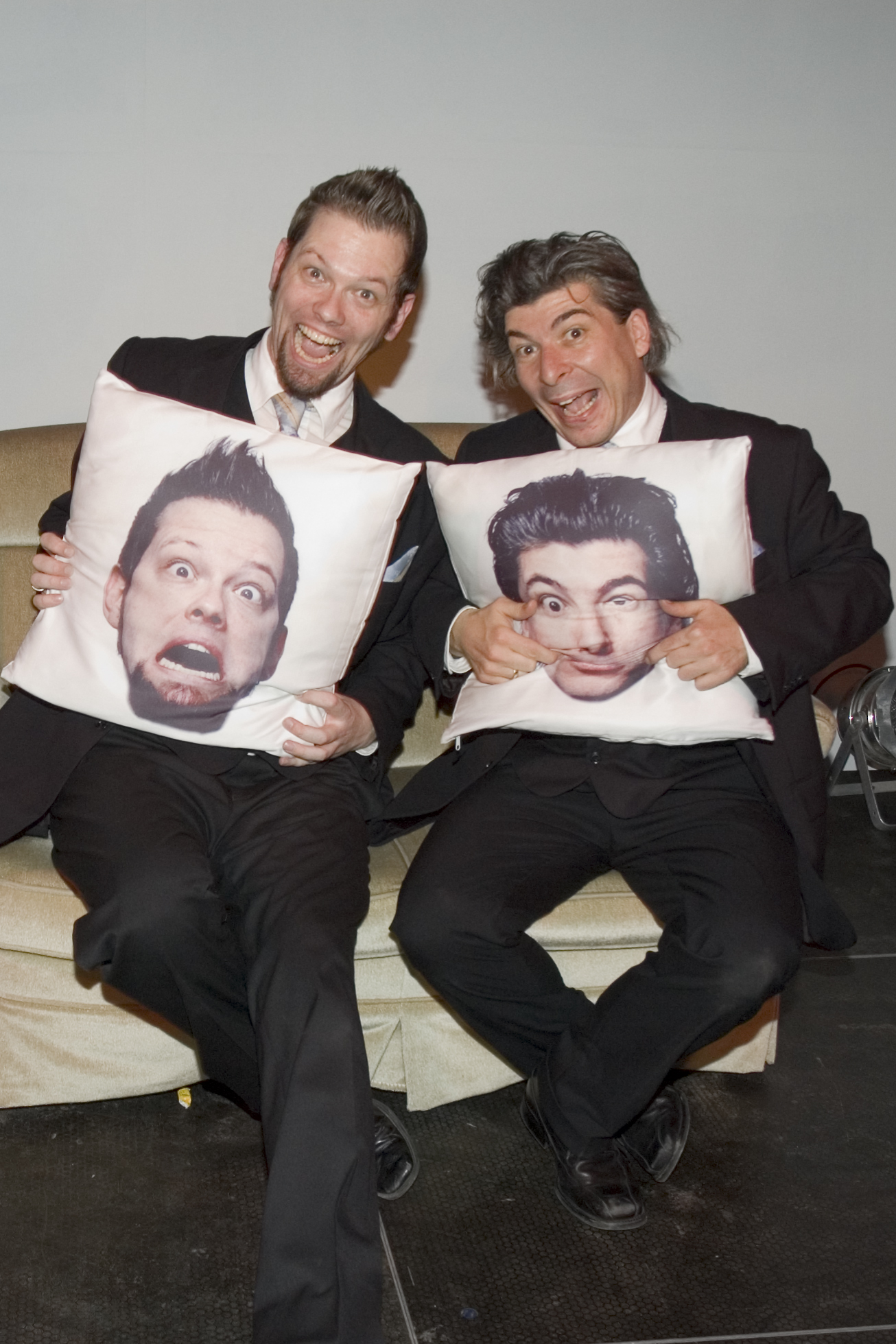

Onkel Fisch (ONKeL fISCH) är en tysk komikerduo, bestående av Adrian Engels och Markus Riedinger. De är mest kända för sina komediinslag i radioprogrammet Eins Live.

## Diskografi
- ReimReiter Gangst
- Sataan In den Staub
- Sataan Das Album
- ONKeL fISCH Der kleine junge Mann von Nebenan
- 2002 Sataan Apokalypse Teil II
- Mai 2002 Grillstube Saloniki
- 02.2004 Onkel Fisch Universum
- ONKeL fISCH featuring Grillstube Saloniki